# ティトロ
ティトロ（英語: titlo、ロシア語: титло）は、もともと古いキリル文字の写本、例えば古教会スラブ語や古東スラブ語の写本で用いられたダイアクリティカルマークである。ティトロという語は、ギリシャ語の τίτλος ティトロス 「タイトル」(古い英語の tittle 「文字の上下の小さな点」やチルダを参照) の借用である。ティトロは現在もイコンの刻字や教会スラブ語で書かれた祈祷書に使用されている。

## 概要
| \| \| \| \| 図1. キリル数字の 4 を表す ティトロ付き ドブロ(Д) \| 図2. 主 (господь) \| |                   |
|                                                                                       |                   |
| 図1. キリル数字の 4 を表す ティトロ付き ドブロ(Д)                                     | 図2. 主 (господь) |

図3. 現代教会スラブ語で頻用されるシグラ

ティトロは通常テキストの上に記されたジグザグの線として描かれ、短い上向きの筆画-右下がりの斜線-短い上向きの筆画よりなる。別な描きかたは角括弧を寝かせた形に似ており、短い上向きの筆画-横線-短い下向きの筆画として描かれる。
ティトロは文脈によりいくつかの用法を持つ。
ひとつは、文字が数字として使われることを示すのに用いられる。この用法はギリシアの数字に似た疑似十進法の体系をもっている。
もうひとつ、頻繁に書かれる長い単語や、神聖な人物をあらわす名詞の省略形であることを示すために、テキストの上に引かれる用法がある。例えば、богъ「神」のかわりに «бг҃ъ» のように省略形をティトロの下に記す。«глаголетъ» 「(彼は)語る」は «гл҃етъ» と略される。図2では «Господь» 「主」が頭文字と語尾(主格を表す1文字)に略されている。図3に現代の教会スラブ語で最も頻繁に省略される語の一覧を示す。15世紀ごろになると、多くの学派でティトロは神聖な記号的意味を持つ場合のみ使われるように制限され、そうでない場合はティトロを使わずに省略しないで書かれるようになった。例えば、唯一の神を示すときには上記のとおり省略されたが、「偽りの」神を意味するときには省略せずに書かれた。同様に、天使を意味する語は通常省略されたが、第77聖詠の「悪使者の群」は省略せずに書かれる。この書き方はノミナ・サクラ(ラテン語: nomina sacra 「神聖名」)の伝統でギリシャ語聖典中の頻出名の一部を縮約することに対応する。
1文字または省略語の上には短いティトロが、省略していない単語の上には長いティトロが書かれる。
他の用途としては、写本中での使い方で、筆記者が脱字したときに、抜けた字を上に書く余裕がないときにはしばしばティトロが脱字のあった箇所を示すのに用いられる。

## 符号位置
| 記号 | Unicode | JIS X 0213 | 文字参照        | 名称                     |
| ---- | ------- | ---------- | --------------- | ------------------------ |
| ҃     | U+0483  | -          | &#x483; &#1155; | COMBINING CYRILLIC TITLO |